# Niels-Henning Ørsted Pedersen

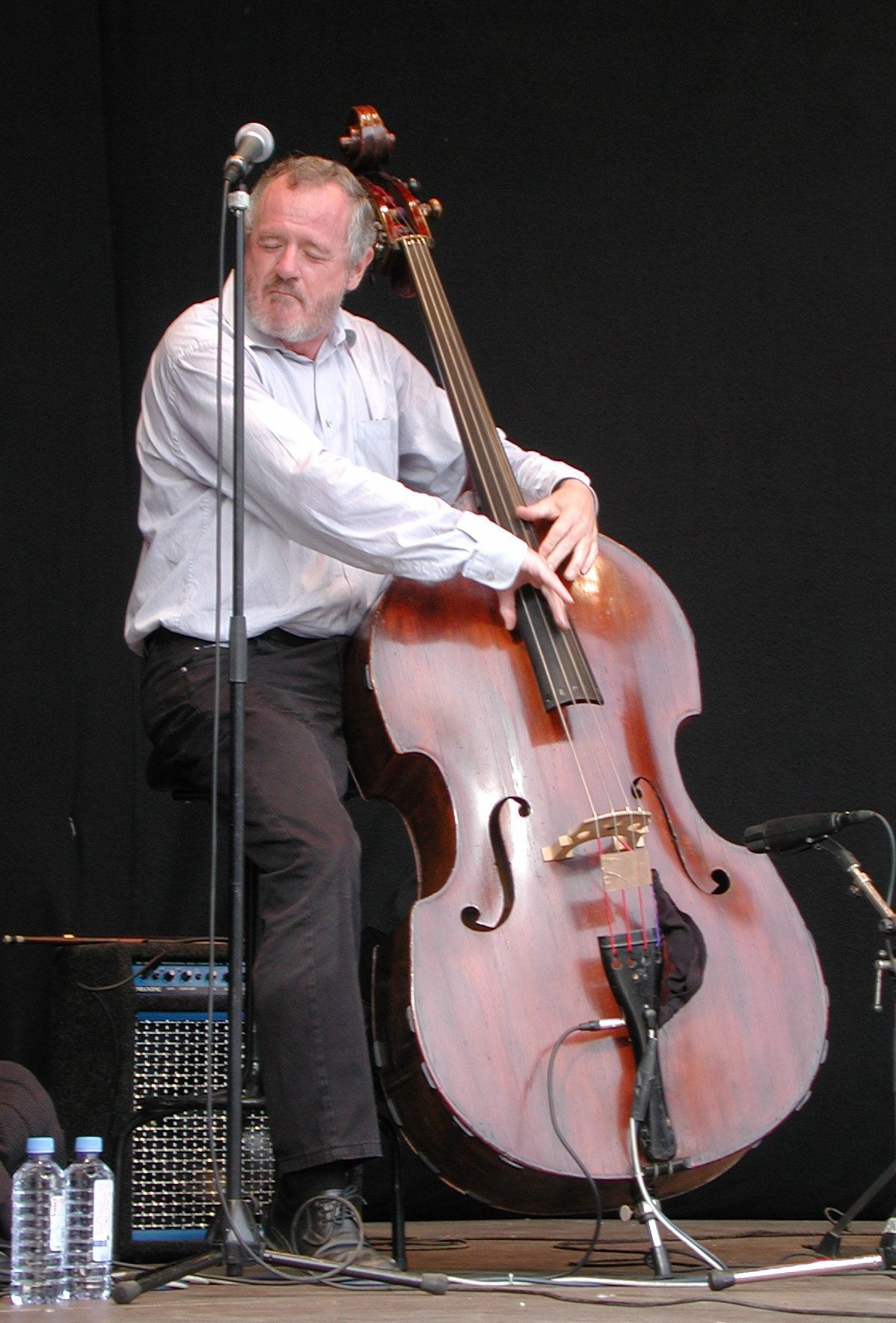
Niels-Henning Ørsted Pedersen, 2001

Niels-Henning Ørsted Pedersen (NHØP) (* 27. Mai 1946 in Osted, Dänemark; † 19. April 2005 in Ishøj, Dänemark) war ein dänischer Jazz-Kontrabassist. Seine Virtuosität war unter anderem auf seine besondere Spieltechnik, die „Vierfingertechnik“, zurückzuführen, mit der er seiner Zeit weit voraus war. Wegen seines langen Namens verwendete er auch selbst gerne die Abkürzung „NHØP“. Von Kollegen wurde er manchmal als „the great dane with the never-ending name“ bezeichnet (der große Däne mit dem endlosen Namen; „great dane“ bezeichnet im Englischen allerdings auch die deutsche Dogge).

## Leben und Wirken
Niels-Henning Ørsted Pedersen war der Sohn eines Lehrers an einer Volkshochschule. Nachdem Ørsted Pedersen zunächst sechs Jahre Klavier gelernt hatte, wechselte er zum Kontrabass. Seit seinem 14. Lebensjahr spielte er mit führenden dänischen Jazz-Musikern zusammen.
Count Basie bot dem erst 16-jährigen an, in seinem Orchester zu spielen. Er entschied sich jedoch für ein Engagement im Kopenhagener Jazzclub „Jazzhus Montmartre“ und war Mitglied des dänischen Radio-Orchesters. Auch künftig schlug er alle Angebote zu einem ständigen Arbeitsaufenthalt in den Vereinigten Staaten aus.
In den 1960er-Jahren war er ein gefragter Musiker auf Tourneen vor allem amerikanischer Jazz-Musiker wie Sonny Rollins, Bill Evans, Dexter Gordon, Joe Pass, Ben Webster oder Bud Powell. In den 1970er-Jahren begann Niels-Henning Ørsted Pedersen eine kontinuierliche Zusammenarbeit mit dem Pianisten Oscar Peterson. Der Bassist Ray Brown empfahl ihn mit den Worten: „Das ist der Einzige, den ich kenne, der vielleicht mit dir mithalten kann.“ Ebenfalls zu dieser Zeit startete er eine Karriere als Solist und Bandleader.
Seit den 1980er-Jahren arbeitete Ørsted Pedersen eng mit dem Pianisten Kenny Drew zusammen, mit dem er bis zu dessen Tod im Jahre 1993 vor allem in Japan große Erfolge feierte; 1992 entstand in England das Album At the Brewhouse. 1991 gab er mit seinem Jugendfreund und langjährigen Dirigenten von Danmarks Radios Bigband, Ole Kock Hansen, eine Reihe von Jazzvariationen dänischer Volkslieder heraus, die in Dänemark begeistert aufgenommen wurden. Danach gründete er zusammen mit dem schwedischen Gitarristen Ulf Wakenius und wechselnden Gastmusikern das NHØP-Trio, mit dem er zahlreiche Tourneen absolviert und Einspielungen auf Tonträgern produziert hat. Ørsted Pedersen unterrichtete am Rytmisk Musikkonservatorium in Kopenhagen.
Zwei Monate vor seinem Tod gab er in Wien sein letztes aufgezeichnetes Konzert. Mit dabei waren Árni Egilsson und Wayne Darling am Kontrabass sowie der Pianist Fritz Pauer und der Schlagzeuger John Hollenbeck. Er starb am 19. April 2005 in seinem Haus in Ishøj bei Kopenhagen an Herzversagen und hinterließ seine Frau Solveig und drei Kinder.

## Diskographische Hinweise

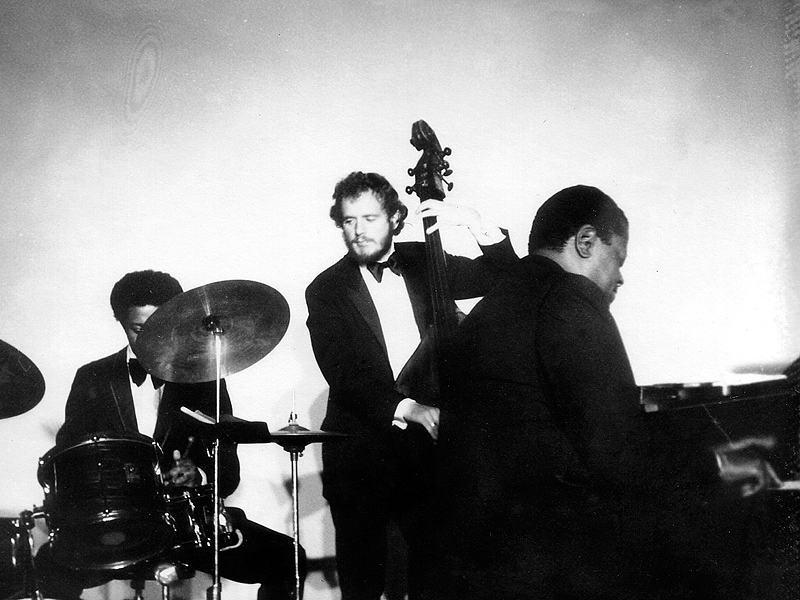
Niels-Henning Ørsted Pedersen als Bassist des Oscar-Peterson-Trios 1971 in Aachen

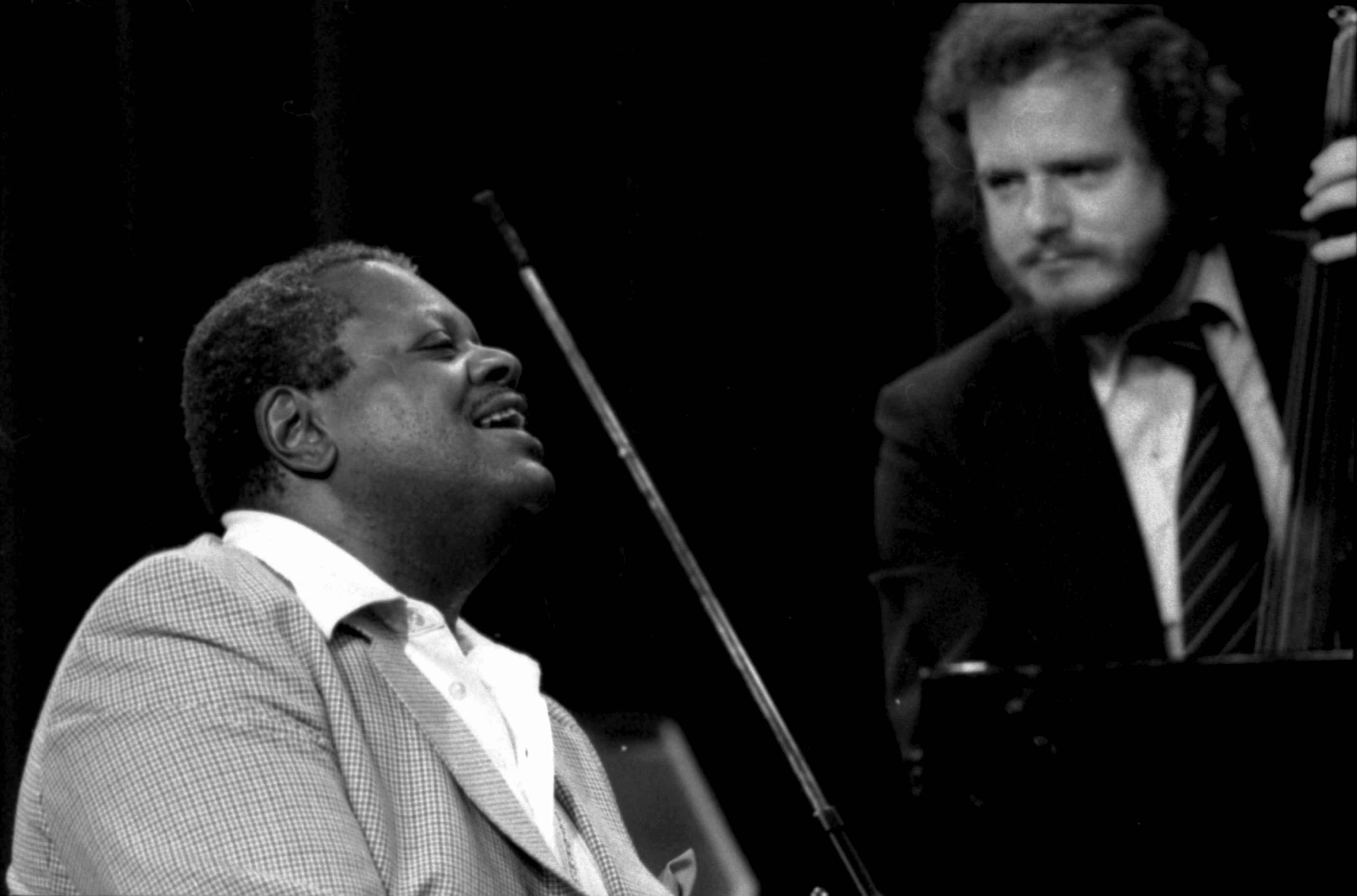
Oscar Peterson und Niels-Henning Ørsted Pedersen beim Montreux Jazz Festival 1979

Niels-Henning Ørsted Pedersen hat unter anderen folgende LPs und CDs veröffentlicht oder an diesen mitgewirkt:
- Duo (1973, mit Kenny Drew)
- The Good Life (1973, mit Joe Pass und Oscar Peterson)
- The Trio (1974, Live in Chicago mit Joe Pass und Oscar Peterson)
- Jaywalkin' (1975)
- Double Bass 1976 (mit Sam Jones)
- Pictures 1976 (mit Kenneth Knudsen)
- Trio 1 und Trio 2 (1977, mit Philip Catherine und Billy Hart)
- Live at Montmartre, Vol. 1 und 2 (1977 mit Stan Getz)
- Eugen Cicero In Concert (1977 Kleines Theater Berlin) mit Tony Inzalaco dr
- Chops (1978 mit Joe Pass)
- Tânia Maria (1978)
- Tivoli Gardens (1979, mit Joe Pass und Stéphane Grappelli)
- Goin' Straight mit Edgar Wilson (1979)
- Tania Maria & Niels-Henning Ørsted Pedersen (1979)
- Dancing on the tables (1979, mit Dave Liebman, John Scofield und Billy Hart)

- Looking at Bird (1980, mit Archie Shepp)
- Live at the Northsea Jazz Festival (1980, mit Oscar Peterson, Toots Thielemans und Joe Pass)
- Eximious (1982, mit Joe Pass und Martin Drew)
- The Eternal Traveller (1984)
- Heart to Heart (1986, mit Palle Mikkelborg und Kenneth Knudsen)
- Play with Us (1987, mit Louis Hjulmand)
- Melo Perquana (1988, Olufsen), mit Atilla Engin
- Hommage/Once Upon a Time (1990, mit Palle Mikkelborg)
- Uncharted Land (1992)
- Scandinavian Wood (1992, mit Ole Kock Hansen und dem Danmarks Radios Underholdnings Orkestret)
- Ambiance (1993, mit Danmarks Radios Big Band)
- Åh Abe (1993)
- To a Brother (1993)
- Sangen er et eventyr (1993, mit Niels Lan Doky und Alex Riel u. a. Musik von Frederik Magle)
- Misty Dawn (1994, mit Niels Lan Doky und Alex Riel)
- Elegies Mostly (1995, mit Dick Hyman)
- Those Who Were (1996)
- Friends Forever (1997)
- A Summer Night in Munich (1998), mit Oscar Peterson, Ulf Wakenius, Martin Drew
- This Is All I Ask (1998)
- In the Name of Music(1998, mit Trio Rococo)
- The Duets (1999, mit Mulgrew Miller)
- Tribute to Stephane Grappelli (2001, mit Didier Lockwood und Biréli Lagrène)
- Paradise (2003, mit Malene Mortensen, Niels Lan Doky, Alex Riel u. a.)
- Friends Forever (2005, Gedenkproduktion, 2 CDs)

## Ehrungen
Niels Henning Ørsted Pedersen erhielt dreimal den Preis „Bester Bassist des Jahres“ des internationalen Jazz-Magazins Down Beat und 1991 den Musikpreis von Nordisk Råd.